# جولیان (پنسیلوانیا)
جولیان (به انگلیسی: Julian) یک منطقهٔ مسکونی در ایالات متحده آمریکا است که در شهرستان سنتر، پنسیلوانیا واقع شده‌است. جولیان ۰٫۳۸ کیلومتر مربع مساحت و ۱۵۲ نفر جمعیت دارد و ۲۵۹٫۰۸ متر بالاتر از سطح دریا واقع شده‌است.